# Johannes VII Palaiologos
Johannes VII Palaiologos av Bysans (grekiska: Ιωάυυης Zʹ Παλαιολόγος), född 1370, död 22 september 1408 i Thessaloniki. Johannes var kejsare i Östromerska/Bysantinska riket  i fem månader, från 14 april till 17 september år 1390.
Johannes VII var son till Andronikos IV Palaiologos och sonson till Johannes V Palaiologos. Han tvingades att avstå från arvsrätt till tronen till förmån för sin farbror Manuel och fick istället regera i Selymbria och Thessaloniki. 1390 störtade han sin farfar, som återuppsattes av Manuel. Manuel gjorde emellertid omsider Johannes till sin medregent, ett ädelmod som denne visade sig värdig genom sin trohet, då Konstantinopel belägrades av Beyazit I.